# Ágota Kristóf

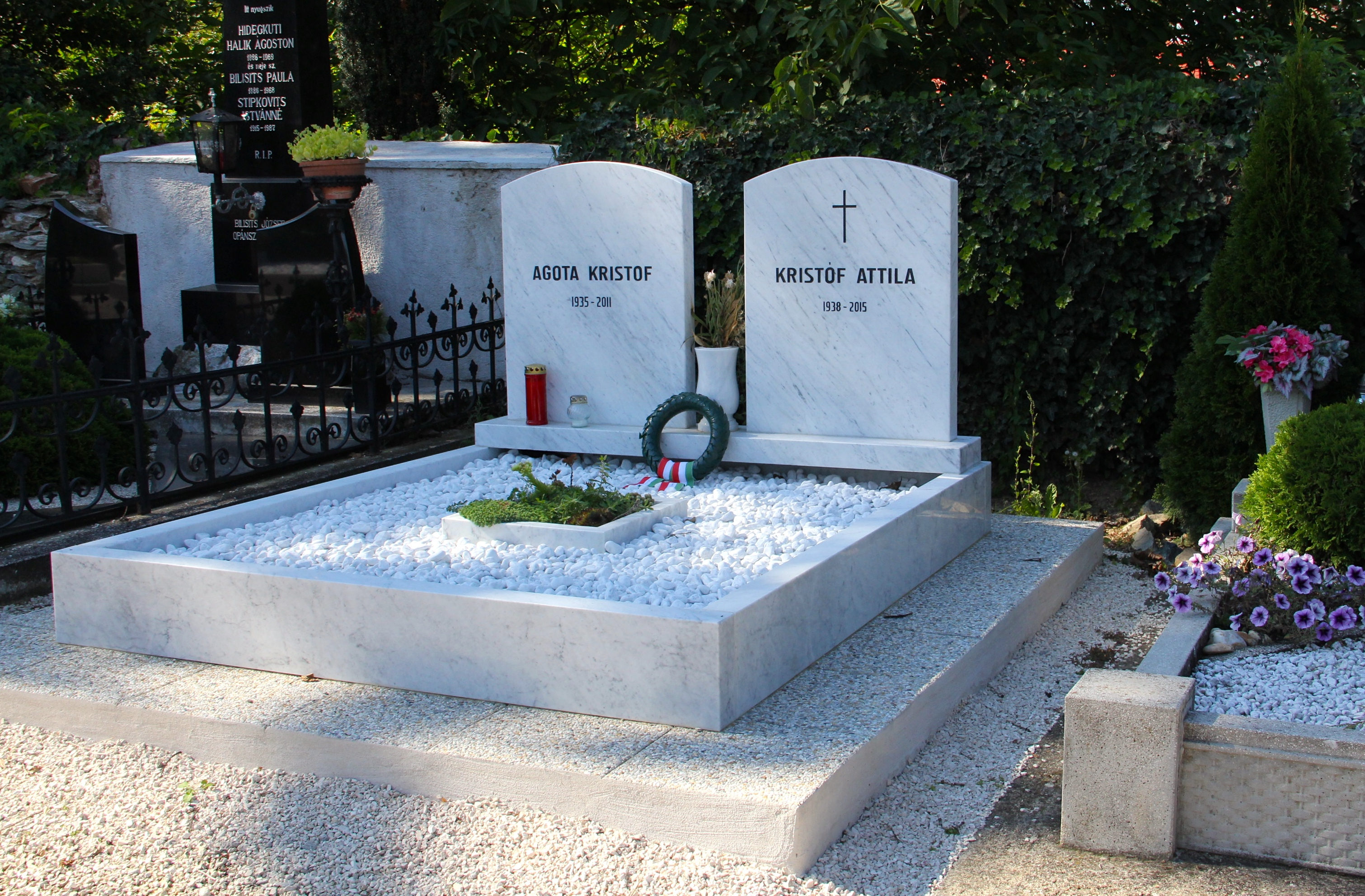
Graf naast dat van haar broer.

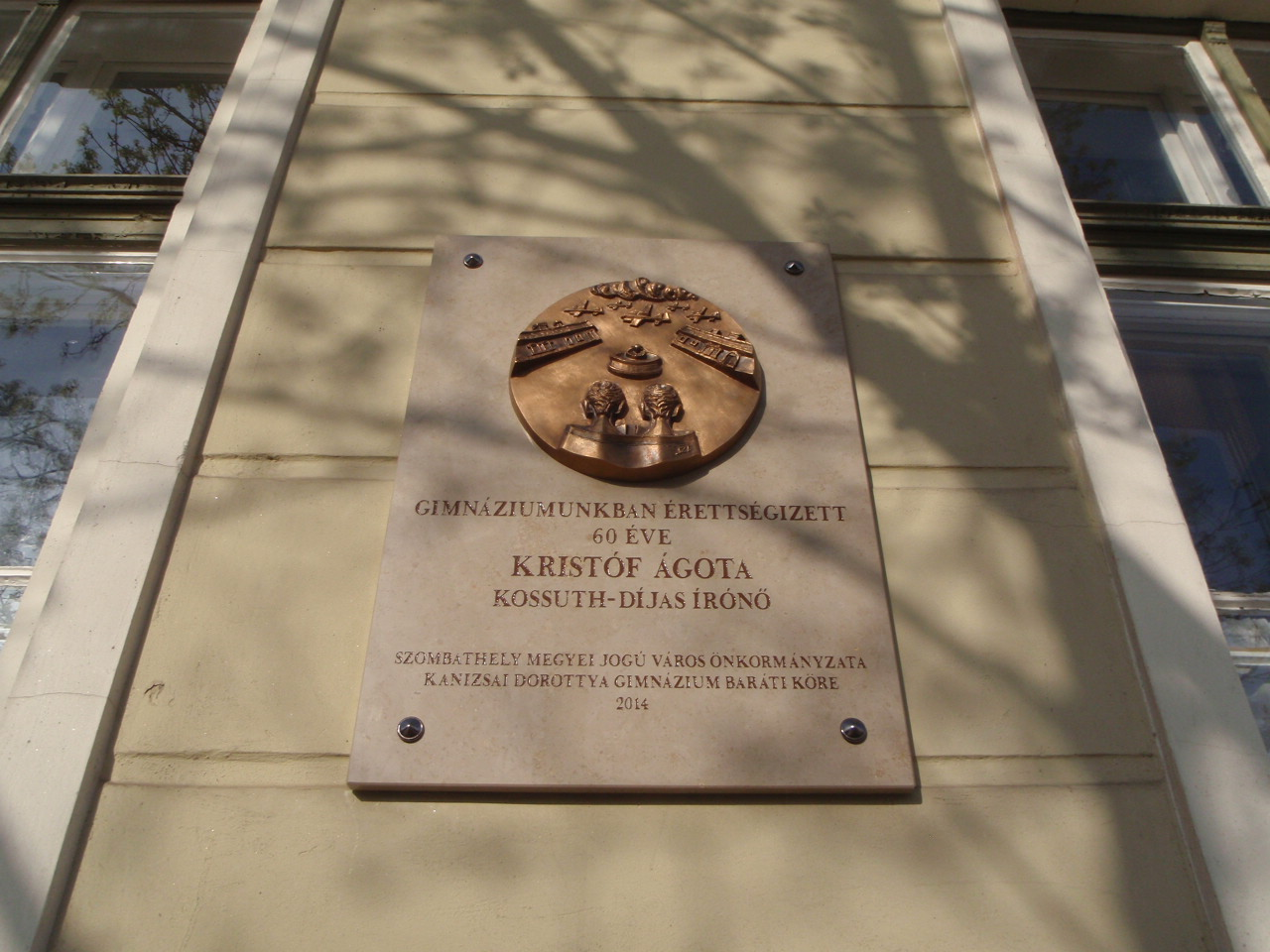
Gedenkplaat voor Kristóf Ágota, winnares van de Kossuthprijs (Hongaarse staatsprijs), aan de muur van het Kanizsai Dorottya Gimnázium in Szombathely, met een verwijzing naar haar eerste boek Het dikke schrift.

Ágota Kristóf (Csikvánd, 30 oktober 1935 – Neuchâtel, 27 juli 2011) was een in Zwitserland wonende auteur van Hongaarse afkomst. Kristóf publiceerde voornamelijk Franstalige romans, die gerekend worden tot de postmoderne literatuur. 
Het werk van Kristóf werd vertaald in ongeveer 40 talen. Haar werk werd later ook in Hongarije in 2011 erkend met de Kossuthprijs, de Hongaarse staatsprijs voor literatuur. Ze is nog verschillende keren teruggeweest in haar geboorteland. 
Ágota Kristóf had een slechte gezondheid. Ze woonde tot haar dood in 2011 bij Neuchâtel. Kristóf's jongere broer Attila Kristóf, gestorven in 2015, was journalist en eveneens schrijver.

## Biografie
Ágota Kristóf werd geboren in Hongarije als dochter van Kálmán Kristóf, onderwijzer en Antónia Turchányi. Zij en haar twee broers Jenő (Yano of Janó) en Attila (Tila) groeiden op nabij de Oostenrijkse grens in Kőszeg. Kristóf's vader bracht om politieke redenen een aantal jaren in de gevangenis door, en het gezin leefde in armoede.

### Jeugd
Al vanaf zeer jonge leeftijd was lezen de grote passie van Ágota Kristóf. Deze periode noemde Kristóf later de gelukkigste periode van haar leven.
Kristóf werd met 14 jaar van haar andere familieleden gescheiden, kwam in een meisjesinternaat in Szombathely, en begon met schrijven van gedichten. Haar gedichten werden niet gepubliceerd en zijn verloren gegaan bij haar latere vlucht.

### Huwelijk en vlucht
In 1954 huwde Kristóf met János Béri, de geschiedenisleraar van haar school, die ook politiek actief was.
Vanwege de gewelddadige onderdrukking in 1956 van de Hongaarse Opstand door het Russische leger vluchtte Kristóf op 21-jarige leeftijd met echtgenoot en hun vier maanden oude dochtertje via Oostenrijk naar Zwitserland. Ze kwamen te wonen het Franstalige deel van Zwitserland, in Neuchâtel. De eerste vijf jaar deed Kristóf monotoon werk in een uurwerkfabriek in Fontainemelon, waar ze weinig gelegenheid had van haar collega's de Franse taal te leren. Tijdens het afstompend werk in de fabriek schreef Kristóf gedichten, die werden gepubliceerd in een Hongaarstalig tijdschrift.
Kristóf scheidde van de eerste echtgenoot en in 1963 huwde ze met de fotograaf Jean-Pierre Baillod.
Kristóf begon pas samen met haar schoolgaande kinderen Frans te leren, later met een beurs van de stad Neuchâtel (1970) en begon ook in het Frans te schrijven. Daarna werden van Kristóf Franstalige toneelstukken opgevoerd en hoorspelen uitgezonden voor de Radio Suisse Romande. In deze teksten vormen dialogen een belangrijk onderdeel.

### Romans
Kristóf werd fulltime auteur. Na een zoektocht verscheen in 1986 bij een kleine uitgeverij Kristóf's eerste Franstalige roman, Le grand cahier (Het dikke schrift), ontstaan uit autobiografische aantekeningen, en oorspronkelijk omgewerkt tot een op zichzelf staand boek. Voor Het dikke schrift ontving Kristóf de Europese prijs voor Franstalige literatuur.
Kristóf's eerste roman werd twee jaar later gevolgd door Het bewijs. Deze tweede roman was bedoeld als een op zichzelf staand boek, maar het verhaal sloot inhoudelijk aan bij het eerste boek: Het dikke schrift.
In 1991 kwam De derde leugen uit. Ook dit boek sloot aan op de vorige twee. De drie boeken samen zijn in veel talen als trilogie uitgegeven. De trilogie wordt ook wel de "Tweelingentrilogie" genoemd. In het Nederlands zijn de drie boeken echter bijeengevoegd uitgegeven in een band zonder eigen titel.
Kristóf's latere boeken zijn geleidelijk minder autobiografisch. De thema’s die in de trilogie aan bod komen zijn eenzaamheid, onvervuld verlangen en verlies, traumatische gevolgen van oorlog en geweld en van overmatig alcoholgebruik, liefdeloosheid, seksualiteit, identiteit of het verlies daarvan, het onderkennen van waarheid en fictie. Hoewel plaatsen en tijdstippen niet of hoogstens met een letter worden aangegeven, zijn de verhalen, vooral voor Hongaren, goed te plaatsen in de kleine stad Kőszeg bij de Hongaars-Oostenrijkse grens in de periode 1939-1957 (ongeveer van de Tweede Wereldoorlog tot na de Hongaarse opstand).
In 1995 kwam er een nieuwe roman van Kristóf uit onder de titel Gisteren.
In 2001 ontving Kristóf de Zwitserse Gottfried-Keller-Preis voor haar gehele oeuvre.
Het vijfde boek van Kristóf verscheen in 2004 en was de autobiografie L'analfabète. Het boek is een bewerking van een elftal artikelen in het Duitstalige Zwitserse maandblad «du» in 1989/1990, na de val van het IJzeren Gordijn. Dit boek en werd in 2006 uitgegeven in Nederlandse vertaling onder de titel De analfabete.
Kristóf's laatste werken C'est égal (2005) en Où es-tu Mathias? (2006) zijn niet vertaald naar het Nederlands.

## Prijzen
- 1987 "Prix littéraire européen de l’ADELF" voor Le grand cahier
- 1988 De Zwitserse Schiller-prijs van de Schiller-stichting
- 1988 "Ruban de la Francophonie"
- 1992 "Prix du Livre Inter" voor Le troisième mensonge
- 1998 Alberto Moravia-prijs
- 2001 De Zwitserse Gottfried-Keller-Preis
- 2005 De Zwitserse Schiller-prijs van de Schiller-stichting voor haar oeuvre
- 2006 "Preis der SWR-Bestenliste" voor "Die Analphabetin"[5]
- 2008 De Grote Oostenrijkse Staatsprijs voor literatuur
- 2011 De Hongaarse Kossuthprijs, staatsprijs voor literatuur